# Fietsersbond (Nederland)
De Fietsersbond is een Nederlandse vereniging die opkomt voor de belangen van fietsers. De vereniging probeert via gerichte lobby bij de politiek en het ambtelijk apparaat op verschillende niveaus het verkeersbeleid te verbeteren, zoals het verkeersreglement en de voorzieningen voor fietsers. De Fietsersbond is in 1975 opgericht als commentaar op de ANWB - de letters ANWB stonden ooit voor Algemeene Nederlandsche Wielrijders Bond, maar die bond had in de opvattingen van de critici te weinig aandacht voor de fiets. Tijdens de oprichting heette de nieuwe vereniging  ENWB en later jarenlang, tot 2000 Fietsersbond enfb. Sinds 2000 heeft de Fietsersbond de initialen die naar een roemrucht verleden verwijzen, weggelaten. Het landelijk bureau is in Utrecht en er zijn meer dan 150 lokale of regionale afdelingen. De bond heeft 31.000 leden en geeft landelijk het ledenblad de Vogelvrije Fietser (VVF) uit.

## Oprichting en ontwikkeling ENWB
De Fietsersbond werd in oktober 1975 als de Eerste Enige Echte Nederlandse Wielrijdersbond (ENWB) opgericht. Het initiatief werd genomen door twee medewerkers van de Werkgroep 2000 uit Amersfoort: Jan Wittenberg, de eerste voorzitter, en Eisse Kalk, de eerste secretaris. Er waren al plaatselijke actiegroepen actief zoals Werkgroep Dooievaar in Den Haag, Stop de Kindermoord, Aktie Strohalm en Verkeerd Verkeer. Er werd besloten om de vereniging vanuit de plaatselijke afdelingen, via een ledenraad te besturen. De naam ENWB was vooral bedoeld als kritiek op de Algemene Nederlandse Wielrijders-Bond (ANWB), die in de ogen van de oprichters de belangen van het autoverkeer sterk voorrang gaf op die van het milieuvriendelijke verkeersmiddel, de fiets. Ook leek de ANWB zich weinig te bekommeren om het milieu, terwijl de ENWB juist appelleerde aan de "overtuigde" fietsers, die welbewust uit milieuvriendelijkheid en uit oogpunt van energiebesparing voor dit vervoermiddel kozen. Dit was kort na de oliecrisis van 1973 met de autovrije zondagen in Nederland. Hoewel de ENWB vooral gold als een belangenorganisatie voor een categorie zwakkere verkeersdeelnemers, waren veel leden van het eerste uur ook actief in de milieubeweging.
De ENWB opereerde al snel landelijk en in veel gemeenten een serieuze organisatie. In de terugblik op het eerste jaar (VVF, jrg. 1, nr. 5) werd eind 1976 een ledenaantal van 6000 vermeld.

### ENFB
In 1977 spande de ANWB een proces aan omdat ENWB te veel leek op zijn naam. Het viel niet te ontkennen dat de oprichters opzettelijk een gelijkende naam hadden gekozen. Het proces resulteerde in een naamsverandering: Echte Nederlandse Fietsersbond (ENFB). De speelse woorden 'Eerste Enige' vervielen dus. In 1979 verhuisde het secretariaat van Amersfoort naar Woerden.
Ook in ander opzicht werd de bond minder ondeugend. Het maandblad Vogelvrije Fietser bevatte aanvankelijk regelmatig provocerende teksten en ondeugende tekeningen (onder meer van Tom Eyzenbach), wat lang niet door alle leden gewaardeerd werd.
Met de aanstelling van een betaalde bureaucoördinator in 1982 ontstond een landelijk bureau dat verder professionaliseerde. Ook ontstonden er steeds meer plaatselijke of regionale afdelingen. De bestuursvorm, waarbij afdelingen de vereniging als federatie bestuurden, leidde tot verschillende bestuurscrises. In 1983 werd de ledenraad als hoogste beslissingsorgaan tot een normaal controlerend verenigingsorgaan teruggebracht en kon het bestuur veel zakelijker besturen, zonder maandelijkse terugkoppeling aan de afdelingen (bron: "Alarm!" in VVF 7/3 en "Hoe gaat het met de ENFB" in VVF 8/3).
De ENFB had een maatschappelijke doelstelling. De fiets vormde een milieuvriendelijk en voor anderen veilig alternatief voor de auto, die de fiets pas sinds kort verdrongen had. Zo werd ernaar gestreefd om de verkeersregels in gunstige zin voor fietsers te veranderen en de voorzieningen voor de fiets te verbeteren en in het algemeen meer aandacht voor de fiets te krijgen. Een belangrijk thema van de landelijke organisatie in de jaren tachtig was de positie van de fiets in het voor- en natransport van de trein. Dit leidde tot de manifestatie Fiets en trein op één lijn in 1982. Ook het meenemen van fietsen in de trein (onder meer op de nieuwe Schiphollijn) werd zwaar met de NS bevochten. Pas in de jaren nul van de 21ste eeuw zag de NS de commerciële meerwaarde van de fiets in als feeder van het treinsysteem door onder meer de overname op 1 januari 2008 van de OV-fiets. Een ander speerpunt was de Ontwerpwijzer Fietsvoorzieningen. Deze kwam door invloed van de ENFB tot stand in 1993 als uitgave van het CROW, dankzij de impuls van het Masterplan Fiets.
De bond streefde jarenlang naar het gelijkstellen van de fietser en de automobilist in het verkeer. Een belangrijk punt was dat fietsers van rechts weer voorrang moesten krijgen op gelijkwaardige kruispunten, een regel die in de Tweede Wereldoorlog was afgeschaft en in geen enkel ander land gold. In mei 2001 werd 'voorrang van rechts' door de Nederlandse overheid heringevoerd.

## Organisatie en activiteiten
De Fietsersbond is een vereniging met een bestuur en een door een directeur geleid landelijk bureau in Utrecht. Daarnaast zijn er plaatselijke of regionale afdelingen. De bond heeft 31.000 leden en geeft het ledenblad de Vogelvrije Fietser (VVF) uit.

### Voorzitters
Voorzitters (met jaar van benoeming):
- 1975 - Jan Wittenberg
- 1978 - Roel van Beek
- 1980 - Christiaan La Poutré
- 1981 - Jos Vernooij
- 1984 - Jaap Rijnsburger
- 1994 - Taco Schmidt
- 2000 - Jaap-Jelle Feenstra
- 2007 - Marijke van Haaren
- 2015 - Alexandra van Huffelen
- 2017 - Franc Weerwind
- 2021 - Bertie Schonk (plv)
- 2022 - Gilbert Isabella

### Directeuren
De directeuren van de Fietsersbond (met jaar van benoeming):
- 1989 - Jim Schouten
- 1998 - Hetty Welschen
- 1999 - Bernhard Ensink
- 2006 - Hugo van der Steenhoven
- 2015 - Saskia Kluit
- 2019 - Esther van Garderen

### Fietsstad/ fietsgemeente
Van 2000 tot 2010 onderzocht de Fietsersbond het fietsklimaat in 150 Nederlandse gemeenten. Daarvoor werd de methodiek van de Fietsbalans ontwikkeld, waarmee het gemeentelijke fietsklimaat op elf aspecten wordt beoordeeld. Voor de beoordeling worden zoveel mogelijk objectieve gegevens verzameld en geanalyseerd, uit landelijke databestanden, enquêtes onder gemeentelijke beleidsambtenaren en dagelijkse fietsers, en wordt met behulp van een meetfiets de onderhoudstechnische staat van de fietsinfrastructuur onderzocht.
In november 2000 werd Veenendaal als eerste gemeente uitgeroepen tot Fietsstad van het jaar. Naast Veenendaal waren Houten, Groningen, Wageningen en Zwolle genomineerd voor de titel. Veenendaal won destijds vanwege het fijnmazige fietspadennetwerk, goede, gratis en veelal bewaakte fietsenstallingen en een veilige fietsomgeving.
Tot op heden zijn de volgende gemeenten door de Fietsersbond uitgeroepen tot Fietsstad (vanaf 2022 is de titel veranderd in Fietsgemeente).
- 2000: Veenendaal
- 2002: Groningen
- 2008: Houten
- 2011: 's-Hertogenbosch
- 2014: Zwolle
- 2016: Nijmegen
- 2018: Houten
- 2020: Veenendaal
- 2022: Schiermonnikoog
- 2024: Noord-Beveland

Naast de verkiezing tot Fietsstad door de Fietsersbond is het begrip fietsstad ook een eigen leven gaan leiden. Steeds meer steden promoten hun stad als fietsstad.

## Samenwerking
De Fietsersbond neemt op landelijk niveau deel aan het Landelijk Fietsplatform en de Mobiliteitsalliantie. Ze is een van de oprichters en lid van de European Cyclists' Federation (ECF). 